# 西日本旅客鐵道

西日本旅客鐵道的營運範圍，以深藍色表示，包括近畿地方、北陸地方及中國地方

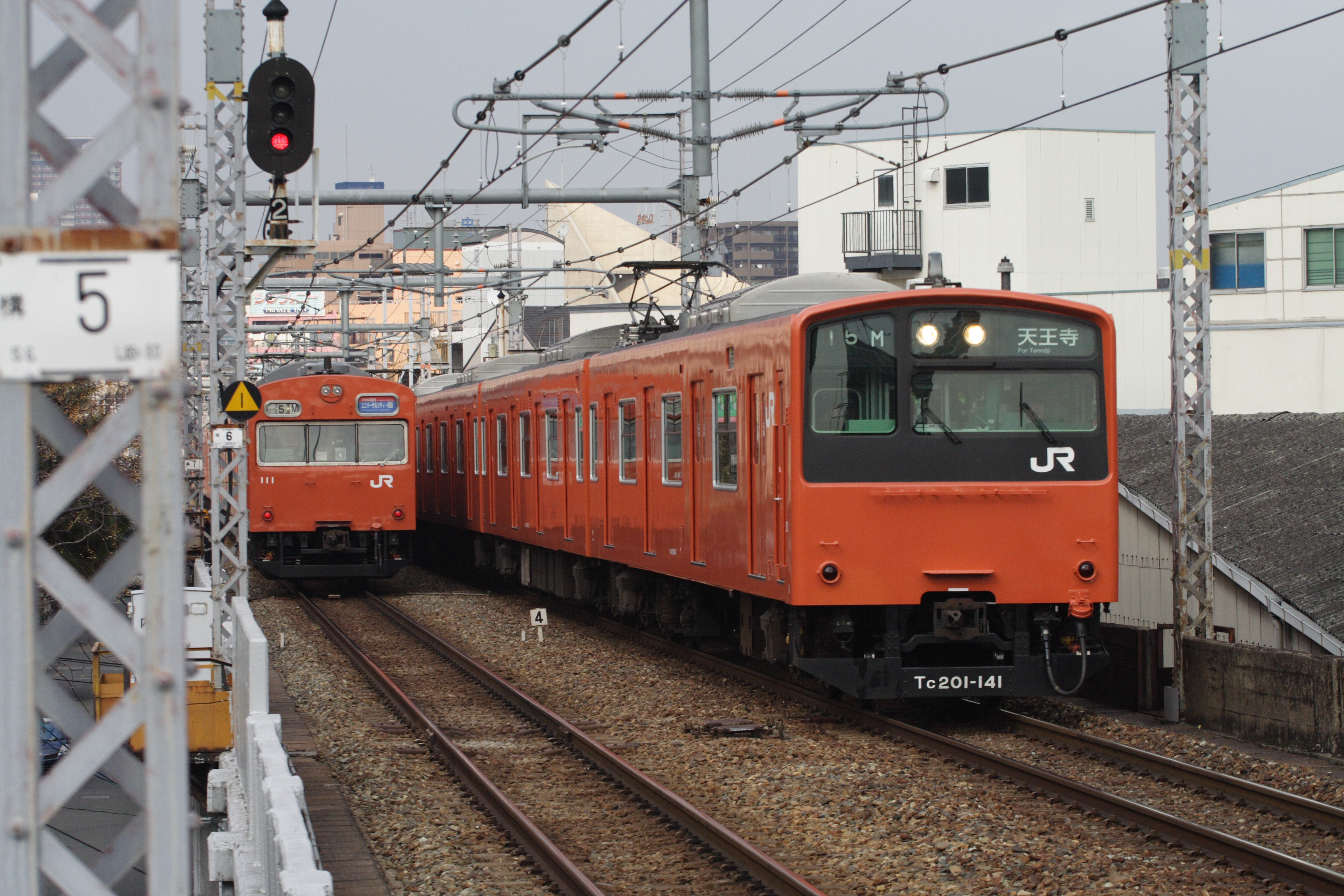
JR西日本 大阪環狀線通勤型電車右：201系 / 左：103系

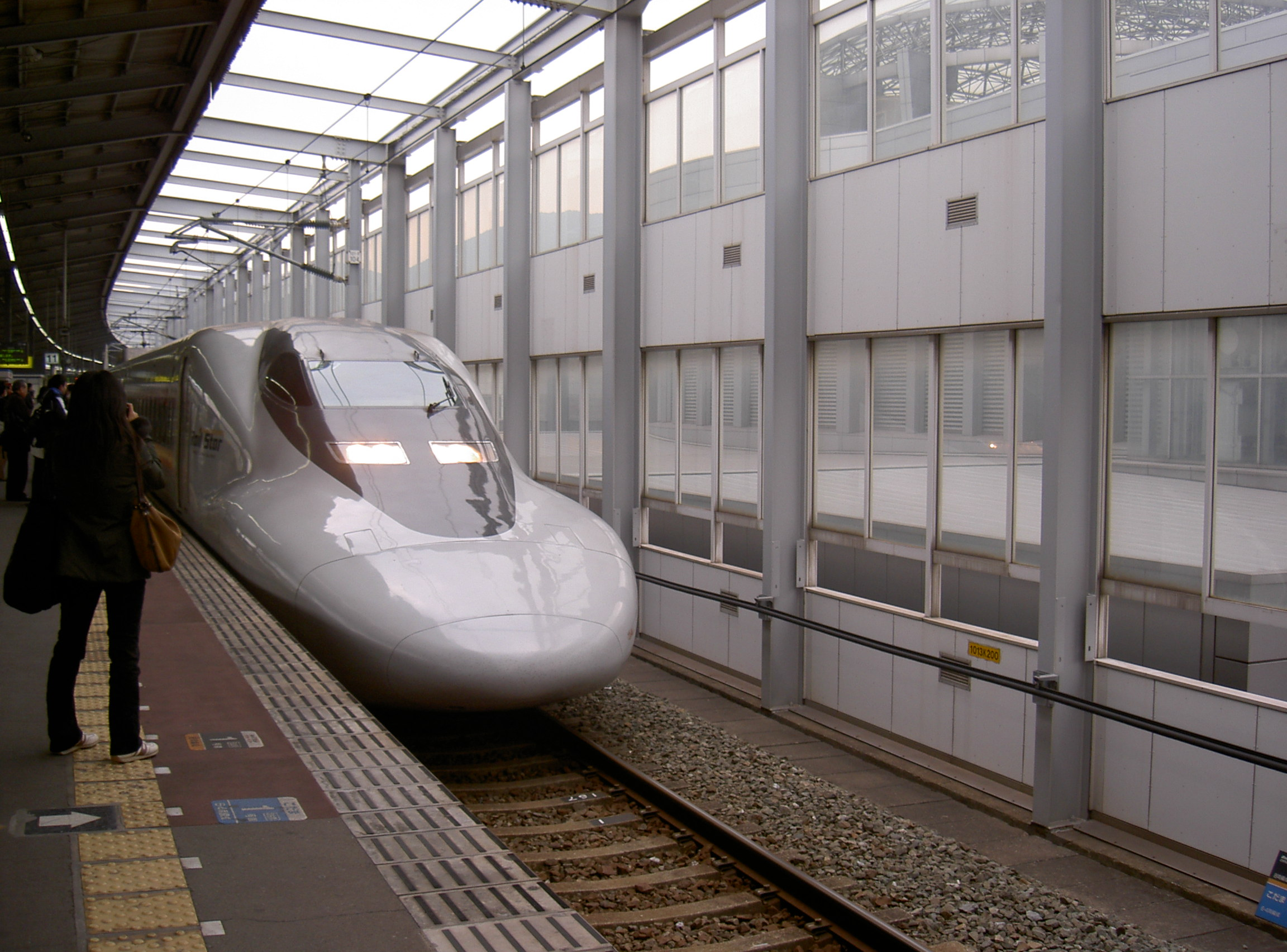
JR西日本 山陽新幹線700系Railstar

西日本旅客鐵道（日语：／ Nishi Nihon Ryokaku Tetsudō */?），簡稱JR西日本或，是日本7間JR鐵路公司之一，總部位於大阪府大阪市，公司的代表色是藍色。其經營路線涵蓋北陸、近畿、中國地方全域，以及信越地方、三重縣、福岡縣部分地區，同時擁有山陽新幹線、北陸新幹線西段、與目前唯一營運中的JR渡輪航線宮島連絡船。
作為JR西日本營運重心的京阪神地區有「私鐵大國」之稱，區域內有近畿日本鐵道、阪急電鐵、阪神電氣鐵道、山陽電氣鐵道、南海電氣鐵道、京阪電氣鐵道等眾多大型私鐵公司，加上航空路線及公路交通的競爭，因而JR西日本的財政狀況相較本州島上另兩家JR公司（JR東日本和JR東海）為差。

## 歷史

### 1987年-1989年
- 1987年（昭和62年）
  - 4月1日：西日本旅客鐵道在國鐵分割民營化的同日正式成立。首任會長村井勉、首任社長角田達郎於同日就任。
  - 7月1日：開辦國內旅行業務。
  - 7月13日：廢除信樂線（轉交信樂高原鐵道營運）。
  - 7月25日：廢除岩日線（轉交錦川鐵道營運）。
  - 10月1日：設立和歌山支店（現稱和歌山支社）、福知山支店（現稱福知山支社）。
  - 10月14日：廢除若櫻線（轉交若櫻鐵道營運）。
- 1988年（昭和63年）
  - 3月13日：山陽新幹線增設「西日本光」號。關西本線加茂－木津段完成電氣化。關西地區路線增設暱稱。
  - 3月25日：廢除能登線 (能登鐵道)（轉交能登鐵道營運）。
  - 4月1日：將巴士業務分拆至新設立的子公司西日本JR巴士、中國JR巴士。
  - 4月10日：本四備讚線（瀨戶大橋線）全線開通。快速「Marine Liner」開始營運。
  - 10月1日：設立福岡支社。
- 1989年（平成元年）
  - 3月：關西地區路線開始使用「都市網絡」作為統稱。
  - 3月11日：100系新幹線「超級光」號、221系列車投入服務。片町線木津－長尾段完成電氣化。並開始實施列車運行時必須亮著車頭燈的制度，是日本首家實行此制度的鐵路營運商。
  - 7月21日：增設臥鋪特急「曙光特快」號。
  - 12月6日：開始「三都物語」宣傳活動。

### 1990年-1999年
- 1990年（平成2年）
  - 3月10日：山陰本線京都－園部段完成電氣化（嵯峨嵐山－龜岡段更改走線，原路段同日被廢除）。
  - 4月1日：廢除大社線、鍛冶屋線及宮津線。其中宮津線轉交北近畿丹後鐵道經營。博多南線開業。
  - 6月1日：設立「鐵道部」以改善地區路線的營運效率及活化地區路線，共設立10個部。（第一次鐵道部）
- 1991年（平成3年）
  - 4月1日：增設14個鐵道部。（第二次鐵道部）
  - 4月27日：利用山陰本線於1990年被廢除的路段開辦嵯峨野觀光鐵道。
  - 4月30日：207系列車投入服務。
  - 5月14日：發生信樂高原鐵道列車相撞事故，造成42人死亡。
  - 9月1日：七尾線津幡－和倉溫泉段完成電氣化。同線的和倉溫泉－輪島段轉交能登鐵道經營。
  - 9月14日：北陸本線田村－長濱段改為使用直流電氣化。
  - 10月1日：自新幹線鐵道保有機構（現在的鐵道建設、運輸設施整備支援機構）收購山陽新幹線的設施。
- 1992年（平成4年）
  - 3月30日：總公司自原國鐵大阪鐵道管理局遷往新落成的總公司大樓。
  - 4月1日：增設2個鐵道部，是最後一次增設。（第三次鐵道部）
  - 6月24日：角田達郎升任會長，社長由井手正敬接任。
- 1993年（平成5年）
  - 3月18日：山陽新幹線「希望」號投入服務。旗下的快速、普通列車全面禁煙（部分支社此前已全面禁煙）。
  - 4月1日：首次取錄高中畢業學生。
  - 6月1日：設立京都支社、大阪支社、神戶支社。
- 1994年（平成6年）
  - 4月1日：223系列車投入服務。
  - 6月15日：JR西日本首條機場聯絡軌道系統路線關西機場線開業。
  - 9月4日：關西國際機場啟用，同日關空特急「遙」號投入服務。JR集團首位女性車掌在JR西日本開始正式工作。
- 1995年（平成7年）
  - 1月17日：阪神大地震導致山陽新幹線、山陽本線等來往關西地區和中國地區的路線被中斷，至4月才全面恢復正常。
  - 4月20日：山陰本線綾部－福知山段完成電氣化。北陸本線增設特急「Thunderbird」號。
  - 8月19日：北陸本線米原－木之本段增設蒸汽機車特別班次「SL北琵琶湖」號。
  - 10月1日：增設7個區域鐵道部。
- 1996年（平成8年）
  - 3月16日：山陰本線園部－綾部段完成電氣化。
  - 10月：於東京證券交易所、大阪證券交易所、名古屋證券交易所上市。
- 1997年（平成9年）
  - 3月8日：JR西日本首條地下路線JR東西線開業。片町線片町－京橋段被廢除。關西地區引入磁帶式車票「J-Through」。新幹線和在來線特急列車增加禁煙車廂數目（禁煙車廂比率自60%增加至67%）[4]。
  - 3月22日：由JR西日本自行開發的500系新幹線「希望」號於山陽新幹線投入服務。同年11月29日開始進入東海道新幹線路段。
  - 4月1日：井手正敬升任會長，社長由南谷昌二郎接任。美禰線南大嶺－大嶺段被廢除。
  - 7月5日：梅小路蒸汽機車博物館完成更新工程，重新開放參觀。
  - 9月11日：京都站新車站大樓啟用。
- 1998年（平成10年）
  - 3月14日：播但線姬路－寺前段完成電氣化。
  - 7月10日：臥舖電力動車組285系「日出特快」號投入服務。
- 1999年（平成11年）
  - 2月26日：「J-Through」成為正式的儲值車票。東海道、山陽新幹線的後備控制中心（新幹線第二總控制中心）於大阪落成啟用。
  - 3月13日：700系新幹線「希望」號投入服務。
  - 10月2日：舞鶴線綾部－東舞鶴段完成電氣化。

### 2000年-2009年
- 2000年（平成12年）
  - 3月11日：山陽新幹線增設「光鐵路之星」號班次。
  - 3月31日：鷹取工場被關閉。4月1日起列車管理業務由網干綜合車輛所接辦。
  - 8月17日：首位女性新幹線駕駛員完成訓練，正式工作。
- 2001年（平成13年）
  - 4月1日：七尾線穴水－輪島段（由能登鐵道營運）被廢除。
  - 6月22日：日本政府公佈JR公司法（2001年6月15日通過），將本州3家JR公司自該法的適用範圍中剔除，令JR西日本可正式民營化。
  - 7月1日：山陽本線（和田岬線）兵庫－和田岬段完成電氣化。
  - 7月7日：山陰本線米子－益田完成高速化工程，キハ187系、柴油車投入服務。
  - 10月1日：旅遊業務（Tis）轉交子公司日本旅行經營。
- 2002年（平成14年）
  - 10月5日：開始使用「廣島城市網絡」作為廣島地區路線的統稱。
  - 11月6日：JR西日本列車在東海道本線塚本－尼崎段撞倒在平交道上拯救被另一列車撞倒的中學生，導致1名救護員死亡、另1名救護員重傷。
- 2003年（平成15年）
  - 3月15日：小濱線敦賀－東舞鶴段完成電氣化。
  - 4月1日：南谷昌二郎升任會長，社長由垣內剛接任。
  - 11月1日：智能卡車票系統ICOCA投入服務。
  - 12月1日：可部線可部－三段峽段被廢除。
- 2004年（平成16年）
  - 3月12日：獨立行政法人鐵道建設、運輸設施整備支援機構出售所有JR西日本的股權，令JR西日本正式成為民營公司。
  - 7月18日：福井縣暴雨令越美北線部分路段被中斷，全線於2007年6月30日才能恢復全面通車。
  - 8月1日：接通JR東日本的智能卡車票系統Suica，令兩種智能卡通用JR東日本和JR西日本的系統。
  - 12月19日：加古川線加古川－谷川段完成電氣化。
- 2005年（平成17年）
  - 2月18日：山陽新幹線引入自動剪票機系統。
  - 4月25日：因駕駛員超速而引致列車出軌（JR福知山線出軌事故），造成107名乘客死亡。由於進行調查工作，肇事路段一直封閉，至6月19日重開。事件導致會長南谷昌二郎和社長垣內剛引咎辭職。
  - 10月1日：部分商戶接受以ICOCA卡付款，令ICOCA成為一種電子貨幣。
  - 12月1日：321系列車投入服務。
- 2006年（平成18年）
  - 1月6日：受JR羽越本線出軌事故影響，JR西日本將列車必須停駛的風速自30m/s降低至25m/s。
  - 1月21日：接通關西私鐵的智能卡車票系統PiTaPa，令兩種智能卡能通用。
  - 1月24日：伯備線列車撞倒正在維修路軌的員工，導致3人死亡，2人輕傷。
  - 2月1日：倉內憲孝在社長山崎正夫同意推薦他出任會長的前提下，就任顧問一職。同日推出J-WEST信用卡。
  - 3月1日：廢除富山港線，轉交富山輕軌經營（同年4月29日開業）。
  - 4月1日：制定新的「企業理念」及「安全憲章」。
  - 6月23日：岡山新幹線運行所與廣島新幹線運行所的列車檢查業務統一交由福岡支社博多綜合車輛所負責。同日分割新幹線和平行在來線的管理（部分路段除外）。
  - 7月1日：廢除舞鶴鐵道部及可部鐵道部。
  - 10月21日：北陸本線長濱－敦賀段及湖西線永原－近江鹽津段完成直流電氣化。同日自大阪開出的新快速班次服務路段延長至敦賀。同日湖西線北小松－永原段及北陸本線虎姬－近江鹽津段引入ICOCA系統。
  - 11月19日：津山線玉柏－牧山段因山泥傾瀉導致列車出軌。
  - 11月30日：交直流兩用電力動車組521系投入服務。
- 2007年（平成19年）
  - 3月18日：行駛時間少於3小時的列車全面禁煙，令北陸、北近畿地區長距離列車班次的禁煙座位數目增加。
  - 5月18日：因JR福知山線出軌事故而引咎辭職的人士被發現轉到相關公司繼續工作，故JR西日本被逼將辭退這些人士的提議安排於6月舉行的股東大會表決。
  - 7月1日：N700系新幹線投入服務。同日增設新幹線統籌部急及新幹線管理本部，並將新幹線相關部門、福岡支社及位於東京的新幹線總控制中心交由新幹線管理本部統一管理。
  - 9月1日：廣島、岡山地區135個車站引入ICOCA系統。同日該區亦引入ICOCA電子貨幣系統。
- 2008年（平成20年）
  - 3月1日：廣島地區智能卡車票系統PASPY接受ICOCA卡。
  - 3月15日：大阪東線久寶寺－放出段開業。廢除臥鋪特急「那霸」、「曉」、臥鋪急行「銀河」。
  - 3月18日：Suica與ICOCA的電子貨幣系統正式互通。
  - 3月29日：Suica、ICOCA、TOICA的車票系統正式互通。
  - 6月1日：廢除津山鐵道部、備中鐵道部、出雲鐵道部。富山鐵道部被併入北陸地區鐵道部，越前大野鐵道部被併入福井地區鐵道部，府中鐵道部被併入瀨戶內地區鐵道部。
  - 9月15日：「J-Through」卡停售。
- 2009年（平成21年）
  - 3月14日：廢除急行列車「津山」號，至此JR日間再沒有命名的急行列車班次行駛。姬新線高速化工程完成，同日キハ122系、キハ127系柴油車投入服務[5]。
  - 3月31日：關西本線貨物支線（阪和貨物線）八尾－杉本町段被廢除。
  - 4月1日：將船舶業務分拆至新成立的子公司JR西日本宮島渡輪。
  - 6月1日：高岡鐵道部被併入北陸地區鐵道部（並改組為富山地區鐵道部），山口鐵道部與宇部新川鐵道部合併為山口地區鐵道部[6]。於在來線特急、急行列車班次全面實施禁煙（臥鋪特急及「北國」號部分臥鋪車廂除外）。
  - 7月1日：廢除加古川鐵道部。
  - 7月23日：宣布JR福知山線出軌事故時的會長及高層人員共26人及現場職員3人均受減薪處分。
  - 8月31日：山崎正夫辭任社長，由佐佐木隆之接任。
  - 9月25日：山崎正夫被發現涉嫌行賄JR福知山線出軌事故的調查委員會成員，事先得知事故調查報告的內容，並要求刪除對JR西日本不利的內容。事件導致山崎正夫於10月23日辭任董事。
  - 11月18日：由於上述調查報告洩漏事件，獨立人士組成法規特別委員會（委員長為麗澤大學的高巖教授），向國土交通省提交最終調查報告及避免再發生洩漏事件的建議書。而JR西日本集團內的前社長垣內剛（當時為顧問）等35人均受減薪處分。至於主使者前社長山崎正夫及前副社長土屋隆一郎由於已辭任董事一職，故未被包括在接受處分人士的名單中。

### 2010年-2019年
- 2010年（平成22年）
  - 3月13日：TOICA電子貨幣系統啟用，Suica、ICOCA、TOICA的電子貨幣系統正式互通。
  - 3月31日：被發現列車拆除緊急列車停止裝置後仍能正常行駛。事件引起JR西日本高度重視，立即修訂操作手則，安裝或取出部件，以及列車駛出車輛基地前均必須確認，避免事件再發生[7]。
  - 11月7日：特急滨风使用的Kiha 189系列车投入运营[8]。
  - 12月1日：JR西日本225系電車投入运营[9]。将京都支社、大阪支社、神戸支社整合的西日本旅客鉄道近畿统括本部成立[10]。
- 2011年（平成23年）
  - 3月5日：ICOCA与SUGOCA可以互通使用[11]。
  - 3月12日：山阳新干线博多站开业，与九州新干线开始直通运营[12]。
  - 4月18日：在使用女性专用车厢的线路上，实施时间从工作日一段时间修改为整日都执行。
  - 5月4日：大阪车站城开业。
- 2012年（平成24年）
  - 5月1日：会长佐佐木隆之、社长真锅精志就任[13]。
  - 5月10日：收购近畿车辆部分股票，加强了业务合作[14]。
  - 9月24日：与西班牙国家铁路和西班牙铁路管理机构（ADIF）签署合作协议[15]。
- 2013年（平成25年）
  - 3月23日：交通IC卡全国通用开始施行，ICOCA与PASMO可以互通使用。
  - 12月11日：收购亚洲导航部分股票，签署业务合作协议[16]。
- 2014年（平成26年）
  - 10月13日：19号台风来临的前一天下午，近畿地区全部线路停止运行。这种在台风预报来临前一天就全线停运的情况，在公司历史上属首次[17]。
  - 10月28日：即使已经完全私有化也被世界贸易组织（WTO）指定为受政府采购协议约束的对象[18]。
- 2015年（平成27年）
  - 3月12日：寝台特急日暮特快停运。
  - 3月14日：北陆新干线上越妙高站至金泽站区间开业[19]。北陆本线金泽站至直江津站交由越后心跳铁道、爱之风富山铁道和IR石川铁道运营。227系電車投入运营[20][21]。近畿和广岛地区的各线路引入车站编号，以一个字母表示路线，并为广岛地区更新线路颜色[22]。
  - 8月30日：纪势本线宫前站至海南站区间支持使用ICOCA[23][24]。
  - 10月31日：特急“白鹳”、“城崎”、“桥立”和“黑潮”停止使用381系动车组，改用289系电力动车组。
  - 11月7日：山阳新干线特殊涂装列车500 TYPE EVA开始运营（最初预定运营至2017年3月，后来延长至2018年春）[25]。
- 2016年（平成28年）
  - 1月18日：广岛铁道医院移至新址。
  - 3月26日：姫新线播磨高冈站至播磨新站区间、播但线京口站至寺前站区间、加古川线日冈站至西脇市站区间支持使用ICOCA[26]。
  - 4月29日：京都铁道博物館开业[27][28]。
  - 6月22日：会長真锅精志、社长来岛达夫上任[29][30]。
  - 8月30日：与日本信号签署资本合作协议[31]。
  - 12月24日：大阪环状线323系電車投入正式运营[32]。25日进入樱岛线运营[33]。
- 2017年（平成29年）
  - 3月4日：可部线可部站至安藝龜山站区间开业。
  - 4月1日：为纪念公司成立30周年，近10年来第一次更换的制服[34]。
  - 4月15日：北陆本线大圣寺站至金沢站区间、城端线高冈站至新高冈站区间以及IR石川铁道线支持使用ICOCA[35]。
  - 6月17日：豪华列车黄昏特快瑞风号列车投入运营。
  - 8月29日：与大阪府堺市签署合作协议[36]。
- 2018年（平成30年）
  - 3月：近畿地区12条路线约300个车站都使用了车站编号[37]。
  - 4月1日：三江线废弃[38]。
  - 7月1日：菱重地产改名为JR西日本地产[39][40]。
  - 7月5日：受2018年7月西日本暴雨影响，多条线路停止运营。中国地方9条线路（山陽本线、姫新线、津山线、伯备线、艺备线、福盐线、因美线、吴线、岩德线）预计需要1个月以上才能修复[41]。
  - 8月24日：为雇员增加了要在隧道内体验最高时速300km新干线列车从身旁驶过的课程。
- 2019年（平成31年/令和元年）
  - 3月16日：大阪东线 新大阪站 - 放出站区间开业[42][43][44]。在JR神户线、JR京都线、琵琶湖线上运行的4趟新快速列车中增加付费坐席“A Seat”服务。
  - 12月1日：副会长来岛达夫、社长长谷川一明就任。

### 2020年以来
- 2024年7月16日，真庭市政府以9990萬7000多日圓的巨額收購JR西日本的3萬4千張股票[45][46][47]。

## 历代会长与社长
| 代数  | 姓名       | 在任时间        | 毕业学校                   |
| ----- | ---------- | --------------- | -------------------------- |
| 初代  | 村井勉     | 1987年 - 1992年 | 東京商科大学（现一桥大学） |
| 第2代 | 角田达郎   | 1992年 - 1997年 | 東京大学                   |
| 第3代 | 井手正敬   | 1997年 - 2003年 | 東京大学经济学部           |
| 第4代 | 南谷昌二郎 | 2003年 - 2006年 | 東京大学经济学部           |
| 第5代 | 仓内宪孝   | 2006年 - 2012年 | 東京大学工学部             |
| 第6代 | 佐佐木隆之 | 2012年 - 2016年 | 一桥大学经济学部           |
| 第7代 | 真锅精志   | 2016年 -        | 東京大学法学部             |

| 代数  | 姓名       | 在任时间        | 毕业学校         |
| ----- | ---------- | --------------- | ---------------- |
| 初代  | 角田达郎   | 1987年 - 1992年 | 東京大学         |
| 第2代 | 井手正敬   | 1992年 - 1997年 | 東京大学经济学部 |
| 第3代 | 南谷昌二郎 | 1997年 - 2003年 | 東京大学经济学部 |
| 第4代 | 垣内刚     | 2003年 - 2006年 | 東京大学法学部   |
| 第5代 | 山崎正夫   | 2006年 - 2009年 | 東京大学工学部   |
| 第6代 | 佐佐木隆之 | 2009年 - 2012年 | 一桥大学经济学部 |
| 第7代 | 真锅精志   | 2012年 - 2016年 | 東京大学法学部   |
| 第8代 | 来岛达夫   | 2016年 - 2019年 | 九州大学法学部   |
| 第8代 | 長谷川一明 | 2019年 -        | 東京大学法学部   |

## 路線

### 現有路線
| 分類       | 中文線名   | 日文線名           | 路段                 | 營業距離（公里）                    | 路線編號、愛稱、通稱 | 備註 |
| ---------- | ---------- | ------------------ | -------------------- | ----------------------------------- | --- | --- |
| 新幹線     | 山陽新幹線 |                    | 新大阪－博多         | 644.0                               | 有些班次行駛： 東海道·山陽新幹線 （東京－博多） 山陽·九州新幹線 （新大阪－鹿兒島中央) | 新大阪站為JR東海管轄， 實際距離553.7公里                                                                            |
| 新幹線     | 北陸新幹線 |                    | 上越妙高－敦賀       | 293.7                               | | 高崎－上越妙高為JR東日本管轄，實際營運路段為: 東京 - 敦賀                                                           |
| 幹線       | 北陸本線   |                    | 米原－敦賀           | 45.9                                | （米原－敦賀） 琵琶湖線（米原－長濱） 湖西線（近江鹽津－敦賀） 越美北線（越前花堂－福井） | |
| 幹線       | 東海道本線 |                    | 米原－神戶           | 143.6                               | 琵琶湖線（米原－京都） 湖西線（山科－京都） JR京都線（京都－大阪） JR神戶線（大阪－神戶） JR寶塚線（大阪－尼崎） | 東京－熱海為JR東日本管轄 熱海－米原為JR東海管轄                                                                     |
| 幹線       | 東海道本線 | 吹田貨物總站－尼崎 | 12.2                 | 北方貨物線                          | 貨物支線 | |
| 幹線       | 東海道本線 | 吹田貨物總站－福島 | 10.0                 | 梅田貨物線 大阪東線（新大阪－大阪） | 貨物支線 | |
| 幹線       | 湖西線     |                    | 山科－近江鹽津       | 74.1                                | | |
| 幹線       | ■山陰本線  |                    | 京都－幡生           | 673.8                               | 嵯峨野線（京都－園部） （園部－城崎溫泉） （城崎溫泉－米子） 伯備線（伯耆大山－米子） （米子－益田） | |
| 幹線       | ■山陰本線  | 長門市－仙崎       | 1.2                  | ■仙崎支線                           | | |
| 幹線       | 草津線     |                    | 柘植－草津           | 36.7                                | | |
| 幹線       | 奈良線     |                    | 木津－京都           | 34.7                                | | |
| 幹線       | 大阪環狀線 |                    | 天王寺－大阪－新今宮 | 20.7                                | | 參見注釋 |
| 幹線       | 櫻島線     |                    | 西九條－櫻島         | 4.1                                 | JR夢咲線 | |
| 幹線       | 福知山線   |                    | 尼崎－福知山         | 106.5                               | JR寶塚線（尼崎－篠山口） | |
| 幹線       | 關西本線   |                    | 龜山－JR難波         | 115.0                               | （龜山－加茂） 大和路線（加茂－JR難波） 奈良線（木津－奈良） | 名古屋－龜山為JR東海管轄                                                                                            |
| 幹線       | 片町線     |                    | 木津－京橋           | 44.8                                | 學研都市線 | |
| 幹線       | 片町線     | 鴫野－吹田貨物總站 | 10.6                 | 城東貨物線                          | | |
| 幹線       | 片町線     | 正覺寺信號場－平野 | 1.5                  | 城東貨物線                          | | |
| 幹線       | JR東西線   |                    | 京橋－尼崎           | 12.5                                | | JR西日本為第二種鐵道事業者 關西高速鐵道為第三種鐵道事業者                                                           |
| 幹線       | 大阪東線   |                    | 新大阪－久寶寺       | 20.2                                | | JR西日本為第二種鐵道事業者 大阪外環狀鐵道為第三種鐵道事業者 新大阪站起預定與梅田貨物線大阪站直通                    |
| 幹線       | 關西機場線 |                    | 日根野－關西機場     | 11.1                                | | 臨空城－關西機場6.9公里沒有第一種鐵道事業者 JR西日本為同路段第二種鐵道事業者 新關西國際機場為同路段第三種鐵道事業者 |
| 幹線       | 阪和線     |                    | 天王寺－和歌山       | 61.3                                | | |
| 幹線       | 阪和線     | 鳳－東羽衣         | 1.7                  | 羽衣線                              | | |
| 幹線       | 紀勢本線   |                    | 新宮－和歌山市       | 204.0                               | 紀國線（新宮－和歌山） | 龜山－新宮為JR東海管轄                                                                                              |
| 幹線       | ■山陽本線  |                    | 神戶－下關           | 528.1                               | JR神戶線（神戶－姬路） （姬路－上郡） （上郡－岡山） 赤穗線（東岡山－岡山） （岡山－福山） 伯備線（岡山－倉敷） （福山－三原） （糸崎－廣島） 吳線（海田市－廣島） （廣島－岩國） 可部線（廣島－橫川） ■岩德線（櫛濱－德山） ■山陰本線（幡生－下關） | 下關－門司為JR九州管轄                                                                                              |
| 幹線       | ■山陽本線  | 兵庫－和田岬       | 2.7                  | 和田岬線                            | | |
| 幹線       | 宇野線     |                    | 岡山－宇野           | 32.8                                | 宇野港線 瀨戶大橋線（岡山－茶屋町） | |
| 幹線       | 本四備讚線 |                    | 茶屋町－兒島         | 12.9                                | 瀨戶大橋線 | 兒島－宇多津為JR四國管轄                                                                                            |
| 幹線       | 伯備線     |                    | 倉敷－伯耆大山       | 138.4                               | 藝備線（備中神代－新見） | 總社－清音段3.4公里與井原鐵道■井原線重複                                                                            |
| 幹線       | 吳線       |                    | 三原－海田市         | 87.0                                | 瀨戶內漣漪線（三原－廣） | |
| 幹線       | ■宇部線    |                    | 新山口－宇部         | 33.2                                | ■小野田線（居能－宇部新川） | |
| 幹線       | ■美禰線    |                    | 厚狹－長門市         | 46.0                                | | |
| 幹線       | 博多南線   |                    | 博多－博多南         | 8.5                                 | | 實質的新幹線路線 |
| 地方交通線 | 小濱線     |                    | 敦賀－東舞鶴         | 84.3                                | | |
| 地方交通線 | 越美北線   |                    | 越前花堂－九頭龍湖   | 52.5                                | 九頭龍線 | |
| 地方交通線 | 七尾線     |                    | 津幡－和倉溫泉       | 59.5                                | | 七尾－和倉溫泉段能登鐵道為第二種鐵道事業者 和倉溫泉－穴水段JR西日本為第三種鐵道事業者                               |
| 地方交通線 | 城端線     |                    | 高岡－城端           | 29.9                                | | |
| 地方交通線 | 冰見線     |                    | 高岡－冰見           | 16.5                                | | |
| 地方交通線 | 高山本線   |                    | 豬谷－富山           | 36.6                                | | 岐阜－豬谷為JR東海管轄                                                                                              |
| 地方交通線 | 大糸線     |                    | 南小谷－糸魚川       | 35.3                                | 北阿爾卑斯線 | 松本－南小谷為JR東日本管轄                                                                                          |
| 地方交通線 | 櫻井線     |                    | 奈良－高田           | 29.4                                | 萬葉Mahoroba線 | |
| 地方交通線 | 和歌山線   |                    | 王寺－和歌山         | 87.5                                | | |
| 地方交通線 | 加古川線   |                    | 加古川－谷川         | 48.5                                | | |
| 地方交通線 | 姬新線     |                    | 姬路－新見           | 158.1                               | 因美線（東津山－津山） | |
| 地方交通線 | 舞鶴線     |                    | 東舞鶴－綾部         | 26.4                                | | |
| 地方交通線 | 播但線     |                    | 姬路－和田山         | 65.7                                | | |
| 地方交通線 | 赤穗線     |                    | 相生－東岡山         | 57.4                                | （相生－播州赤穗） （播州赤穗－東岡山） | |
| 地方交通線 | 津山線     |                    | 岡山－津山           | 58.7                                | | |
| 地方交通線 | 吉備線     |                    | 岡山－總社           | 20.4                                | 桃太郎線 | |
| 地方交通線 | 藝備線     |                    | 備中神代－廣島       | 159.1                               | 福鹽線（鹽町－三次） | |
| 地方交通線 | 福鹽線     |                    | 福山－鹽町           | 78.0                                | | |
| 地方交通線 | 因美線     |                    | 東津山－鳥取         | 70.8                                | | |
| 地方交通線 | 境線       |                    | 米子－境港           | 17.9                                | | |
| 地方交通線 | 木次線     |                    | 備後落合－宍道       | 81.9                                | | |
| 地方交通線 | 可部線     |                    | 橫川－安藝龜山       | 15.6                                | | |
| 地方交通線 | ■岩德線    |                    | 岩國－櫛濱           | 43.7                                | 錦川鐵道■錦川清流線（川西－岩國） | |
| 地方交通線 | ■山口線    |                    | 新山口－益田         | 93.9                                | | |
| 地方交通線 | ■小野田線  |                    | 小野田－居能         | 11.6                                | | |
| 地方交通線 | ■小野田線  | 雀田－長門本山     | 2.3                  | ■本山支線                           | | |

- 東海道·山陽新幹線為與JR東海東海道新幹線的合稱。
- 山陽·九州新幹線為與JR九州九州新幹線的合稱。
- 琵琶湖線為北陸本線米原－長濱與東海道本線米原－京都的合稱。
- JR神戶線為東海道本線大阪－神戶與山陽本線神戶－姬路的合稱。
- 瀨戶大橋線為宇野線岡山－茶屋町、本四備讚線全線、JR四國予讚線宇多津－高松的合稱。

### 廢除路線
| 分類       | 中文線名   | 日文線名       | 路段               | 營業距離（公里） | 路線編號、通稱 | 廢除年月日                                                                    | 備註 |
| ---------- | ---------- | -------------- | ------------------ | ---------------- | -------------- | ----------------------------------------------------------------------------- | --- |
| 幹線       | 片町線     |                | 京橋－片町         | 0.5              |                | 1997年3月8日                                                                  | 伴隨JR東西線通車而廢除 |
| 幹線       | 美禰線     |                | 南大嶺－大嶺       | 2.8              | 大嶺支線       | 1997年4月1日                                                                  | 轉移至船鐵巴士 |
| 幹線       | 關西本線   |                | 八尾－杉本町       | 11.3             | 阪和貨物線     | 2009年3月31日                                                                 | 貨物支線 |
| 幹線       | 北陸本線   |                | 大聖寺－俱利伽羅   | 64.2             |                | 2015年3月14日（金澤－俱利伽羅） 2024年3月16日（大聖寺－金澤）                 | 伴隨北陸新幹線長野－金澤及敦賀－金澤段通車而廢除 轉移至 IR石川鐵道■IR石川鐵道線 |
| 幹線       | 北陸本線   | 俱利伽羅－市振 | 100.1              |                  | 2015年3月14日  | 伴隨北陸新幹線長野－金澤段通車而廢除 轉移至 愛之風富山鐵道■愛之風富山鐵道線   | |
| 幹線       | 北陸本線   | 市振－直江津   | 59.3               |                  | 2015年3月14日  | 伴隨北陸新幹線長野－金澤段通車而廢除 轉移至 越後心跳鐵道■日本海翡翠線         | |
| 幹線       | 北陸本線   | 敦賀－大聖寺   | 84.3               |                  | 2024年3月16日  | 伴隨北陸新幹線敦賀－金澤段通車而廢除 轉移至 Hapi-line Fukui■Hapi-line Fukui線 | |
| 幹線       | 東海道本線 |                | 京都貨物站－丹波口 | 3.3              | 山陰連絡線     | 2016年2月28日                                                                 | 貨物支線 |
| 地方交通線 | 信樂線     |                | 貴生川－信樂       | 14.8             |                | 1987年7月13日                                                                 | 被指定為第1次特定地方交通線而廢除 轉移至信樂高原鐵道■信樂線 |
| 地方交通線 | 岩日線     |                | 川西－錦町         | 32.7             |                | 1987年7月25日                                                                 | 被指定為第2次特定地方交通線而廢除 轉移至錦川鐵道■錦川清流線 |
| 地方交通線 | 若櫻線     |                | 郡家－若櫻         | 19.2             |                | 1987年10月14日                                                                | 被指定為第1次特定地方交通線而廢除 轉移至若櫻鐵道■若櫻線 |
| 地方交通線 | 能登線     |                | 穴水－蛸島         | 61.1             |                | 1988年3月25日                                                                 | 被指定為第3次特定地方交通線而廢除 轉移至 能登鐵道■能登線 2005年4月1日廢除 轉移至北鐵奥能登巴士                                                                                          |
| 地方交通線 | 宮津線     |                | 西舞鶴－豐岡       | 83.6             |                | 1990年4月1日                                                                  | 被指定為第3次特定地方交通線而廢除 轉移至 北近畿丹後鐵道■M T 宮津線 2015年4月1日北近畿丹後鐵道的第一種鐵道事業廢除 京都丹後鐵道成為第二種鐵道事業者、 北近畿丹後鐵道成為第三種鐵道事業者 |
| 地方交通線 | 鍛冶屋線   |                | 野村－鍛冶屋       | 13.2             |                | 1990年4月1日                                                                  | 被指定為第3次特定地方交通線而廢除 轉移至神姬綠巴士 野村站為現在的西脇市站。 |
| 地方交通線 | 大社線     |                | 出雲市－大社       | 7.5              |                | 1990年4月1日                                                                  | 被指定為第3次特定地方交通線而廢除 轉移至一畑電氣鐵道（巴士） |
| 地方交通線 | 七尾線     |                | 和倉溫泉－輪島     | 48.4             |                | 1991年9月1日                                                                  | 第一種鐵道事業廢除 成為同路段的第三種鐵道事業者，運行轉移至 能登鐵道■七尾線 穴水－輪島段於2001年4月1日廢除 轉移至北鐵奥能登巴士                                                         |
| 地方交通線 | 可部線     |                | 可部－三段峽       | 46.2             |                | 2003年12月1日                                                                 | 轉移至廣電巴士、廣島交通（巴士） |
| 地方交通線 | 富山港線   |                | 富山－岩瀨濱       | 8.0              |                | 2006年3月1日                                                                  | 轉移至富山地方鐵道■C 富山港線 |
| 地方交通線 | 三江線     |                | 三次－江津         | 108.1            | 江之川鐵道     | 2018年4月1日                                                                  | 轉移至石見交通巴士、大和觀光巴士、備北交通巴士、江津市生活巴士、君田交通巴士和太助巴士                                                                                                  |

## 與其他JR公司的分界站
線區所屬公司將JR西日本設為〔西〕，同樣將JR東海、JR東日本、JR四國和JR九州分別用〔海〕、〔東〕、〔四〕和〔九〕的例子來表示。
- ●：全面由本公司管轄
- ○：全面由對方旅客鐵路公司管轄
- ▲：在來線路部分由本公司管轄，新幹線部分由對方的旅客鐵路公司管轄
- △：僅新幹線部分由本公司管轄，在來線路部分由對方的旅客鐵路公司管轄

JR東海
- ●豬谷站〔西〕高山本線・〔海〕高山本線
- ○龜山站〔西〕關西本線・〔海〕關西本線、紀勢本線
- ●新宮站〔西〕紀勢本線・〔海〕紀勢本線
- ▲米原站〔西〕東海道本線、北陸本線・〔海〕東海道本線、東海道新幹線
- ▲京都站〔西〕東海道本線、山陰本線、奈良線・〔海〕東海道新幹線
- ▲新大阪站〔西〕東海道本線、大阪東線、山陽新幹線・〔海〕東海道新幹線

JR東日本
- ○南小谷站〔西〕大糸線・〔東〕大糸線
- ○上越妙高站〔西〕北陸新幹線・〔東〕北陸新幹線（在來線範圍由越後心跳鐵道管理）

JR四國
- ●兒島站〔西〕本四備讚線・〔四〕本四備讚線

JR九州
- ●下關站〔西〕山陽本線・〔九〕山陽本線
- △小倉站〔西〕山陽新幹線・〔九〕鹿兒島本線、日豐本線
- △博多站〔西〕山陽新幹線、博多南線・〔九〕九州新幹線、鹿兒島本線

## 列車

### 現行列車

#### 新幹線
- 山陽新幹線
  - 希望
  - 光
  - 回聲
  - 櫻
  - 瑞穗
- 北陸新幹線
  - 光輝
  - 白鷹
  - 劍

#### 在來線
- 特急列車
  - 雷鳥、Thunderbird
  - 白鷺
  - 早安Express、晚安Express
  - 琵琶湖特快
  - 遙
  - 黑潮、超級黑潮、海洋飛箭
  - 东方白鹳
  - 丹後探索號（丹後Explorer，北近畿丹後鐵道）
  - 城崎
  - 舞鶴
  - 丹後發現號（丹後Discover，北近畿丹後鉄道）
  - 濱風
  - 超級白兔（智頭急行）
  - 超級因幡
  - 八雲
  - 超級隱岐
  - 超級松風
  - （Wideview）信濃（JR東海）
  - （Wideview）飛驒（JR東海）
  - （Wideview）南紀（JR東海）
  - 潮風（JR四國）
  - 南風（JR四國）
  - 渦潮（JR四國）
  - Twilight Express瑞風（臨時）
  - Sunrise出雲
  - Sunrise瀨戶
- 快速・ライナー
  - 新快速
  - 關空快速
  - 纪州路快速
  - 阪和Liner
  - 大和路快速
  - 大和路Liner
  - 古都路快速
  - 丹波路快速
  - 鳥取Liner
  - アクアライナー
  - 美鈴潮彩
  - 壽
  - MarineLiner
  - SunLiner
  - 城市Liner
  - 通勤Liner
  - 安艺路Liner
  - 三次Liner
  - 山口Liner
  - 接力光號
  - 假日金澤Liner
  - 月光九州（臨時）
  - 月光山陽（臨時）
  - 月光高知（臨時）
  - 月光松山（臨時）
- 普通列車
  - 接力特急號

### 已廢除的列車

#### 在來線
- 特急列車
  - 白鳥
  - 超級雷鳥
  - ゆぅトピア和倉（臨時）
  - 加越
  - 白山
  - 劍
  - きらめき
  - 加賀山（JR東日本）
  - 北越（JR東日本）
  - あさしお
  - 北近畿
  - 丹波
  - 橋立
  - エーデル丹後
  - 文殊號列車
  - エーデル北近畿
  - エーデル鳥取
  - 白兔
  - 因幡
  - 超級八雲
  - 國引、超級國引
  - 隱岐
  - 磯風
  - 出雲（JR東日本）
  - 瀨戶
  - 櫻（JR東日本・JR九州）
  - 瑞穗（JR東日本・JR九州）
  - 朝風
  - 彗星
  - 那霸（JR九州）
  - 北陸（JR東日本）
  - 隼（JR九州）
  - 富士（JR九州）
  - Twilight Express

- 急行列車
  - 銀河
  - 能登路
  - 黑四（臨時）
  - 筑摩（千曲，臨時，JR東海）
  - 高山
  - 春日（JR東海）
  - エメラルド（臨時）
  - 丹後
  - 但馬
  - 若狹
  - 大山
  - 宮津
  - 砂丘
  - 三朝
  - 美作
  - 千鳥
  - 帝釋
  - 三次
  - 三瓶
  - 長門
  - 津山
  - 能登
  - 北國

- 快速・Liner
  - 琵琶湖特快
  - 關空特快ウイング
  - ほくせつライナー
  - 備讚Liner
  - 石見Liner

## 使用車輛

### 机车

#### 蒸汽机车
-動態-
- C56（160號）
- C57（1號）
- D51（200號，无法在正线运行）
- C62（2號，无法在正线运行）
- 梅小路蒸汽機關車館展示用 - B20 - C11 - C12 - C61 - C62 - D51 - D52

#### 電力机车
- EF58（150號）
- EF59（展示用）
- EF60（展示用）
- EF64（在2008年全部停止使用）
- EF65（全屬1000番台，部份曾賣給JR貨物）
- EF66（部份曾賣給JR貨物）
- EF81

#### 柴油机车
- DD14（除雪用）
- DD15（除雪用）
- DD16
- DD51
- DE10
- DE15（除雪用）
- 912型（新幹線用）

### 動車組 (包括電力及柴油推動)

#### 新幹線
- 0系（已於2008年11月退役）
- 100系（2012年3月退役）
- 300系（2012年3月退役）
- 500系
- 700系
- N700系（包括九州新干线直通N700系7000番台、8000番台）
- N700S系
- 922型（黃醫生T3編組，已退役）
- 923型（黃醫生T5編組）
- WIN350（已退役）
- W7系

#### 特急型
電車：
- 183系（由485系改造）（已全部退役）
- 271系
- 273系
- 281系
- 283系
- 285系
- 287系
- 289系
- 381系
- 485系（已全部退役）
- 489系（已全部退役）
- 583系（已全部退役）
- 681系
- 683系

柴油車：
- 87系
- Kiha 181系（已全部退役）
- Kiha 187系
- Kiha 189系

#### 急行型
- 165系（已全部退役）
- 167系（已全部退役）
- 451系
- 457系
- 471系
- 475系
- Kiha 58系（部份讓渡給泰國國鐵及緬甸國鐵）
- Kiha 65系
- Kiha 29/59系

#### 近郊型
- 國電42系（展示用）
- 105系
- 111系
- 113系
- 115系
- 117系
- 123系
- 125系
- 213系
- 221系
- 223系
- 225系
- 227系
- 413系
- 415系（由113系改造）
- 419系
- 521系
- Kiha 20系（已全部退役）
- Kiha 23/45系（停用中）
- Kiha 40系
- Kiha 41系
- Kiha 47系
- Kiha 52系
- Kiha 120型
- Kiha 121系・Kiha 126系
- Kiha 122系・Kiha 127系

#### 通勤型
- 103系（曾向JR東日本購入）
- 201系
- 205系
- 207系
- 321系
- 323系
- Kiha 30/35系（已全部退役）
- Kiha 33系（停用中）
- Kiha 37系

#### 專業/測試型
- 143系
- 145系
- 441系
- 443系
- Kiya 141系

### 客車

#### 寢台型
- 14系（部份讓渡給泰國國鐵）
- 20系（已全部退役）
- 24/25系（部份讓渡給泰國國鐵）

#### 特急/急行型
- 12系（部份讓渡給泰國國鐵）
- 14系（部份讓渡給泰國國鐵）
- 44系（僅餘49形展望車）

#### 普通型
- 46系（已全部退役）
- 50系（梅小路蒸汽機關車館展示用）

#### 專業/測試型
- 34系
- 50系(行李/專業用型)

## 外部連結
- JR西日本官方網站 （页面存档备份，存于）（日語）（英文）（繁體中文）（简体中文）
- JR西日本車票資料－JRおでかけネット （页面存档备份，存于）（日語）
- jr西日本鐵路路線 （页面存档备份，存于）
- JR西日本铁道之旅的新浪微博